# Rok gwiazdowy
Rok gwiazdowy, rok syderyczny (łac. sidus dpn. sideris 'gwiazda') – czas pomiędzy dwoma kolejnymi przejściami Słońca na tle tych samych gwiazd. Długość roku gwiazdowego ulega niewielkim zmianom wskutek oddziaływań perturbacyjnych innych ciał na Ziemię. O północy 1 stycznia 2000 (J2000) jego długość była równa ok. 365 dni 6 godzin 9 minut 9,76 sekundy (ok. 365,256363 dni) dni słonecznych. 